# Прикордонний пункт Грушів-Будомєж
50°06′01″ пн. ш. 23°16′27″ сх. д. / 50.10028° пн. ш. 23.27417° сх. д.
Прикордонний пункт Грушів-Будомєж — пункт пропуску через польсько-український кордон, на автодорозі Любачів — Немирів, відкритий 2 грудня 2013 року. Сам пункт пропуску знаходиться на польській стороні. Його пропускна спроможність становить близько 3 тисяч автомобілів на добу.
Вид пункту пропуску — автомобільний. Статус пункту пропуску — міжнародний. Характер перевезень — пасажирський, вантажний. Автомобільні шляхи: 866 (Любачів-Будомєж) та Т 1403 (Грушів-Немирів).

## Історія
Будівництво митного переходу «Будомєж-Грушів» ініційовано державним діячем Степаном Лукашиком, в період коли він був головою Яворівської районної державної адміністрації. Тоді, відповідно до угоди між Кабінетом Міністрів України та Урядом Республіки Польща, підписаної у Варшаві 18 травня 2002 році щодо прикордонних переходів, погоджено влаштування дорожнього прикордонного переходу «Будомеж-Грушів». Згода на будівництво була підтверджена у ноті МЗС України від 19 травня 2004 року. Було вирішено, що будівництво всіх споруд та комунікацій буде здійснюватись за кошти Республіки Польща та Євросоюзу. Органами влади Львівської області та Підкарпатського воєводства було проведено ряд заходів, спрямованих на реалізацію цієї важливої справи: підготовлено відповідні картографічні матеріали, документацію, узгоджено місце переходу між сторонами. Будівництво було розпочате в травні 2010 і планувалися бути втіленими до Чемпіонату Європи з футболу 2012. Однак вчасно не були реалізовані. Будівництво об'єкту з польської сторони було завершене до травня 2013, після чого проводилися тестові роботи. З українського боку була побудована дорога протяжністю 3 км.

## Опис
Пункт пропуску «Будомєж-Грушів» територіально знаходиться на польській стороні. Аналогічно до пункту пропуску Смільниця-Кросцєнко. Українські та польські служби прикордонного, митного та інших видів контролю розміщуються у польській будівлі, на польському боці. Тобто, всі капіталовкладення взяла на себе польська сторона. Перехід обійшовся приблизно в 35 млн євро і він є найбільш сучасним не тільки на Польсько-Українському кордоні, але й на усьому східному кордоні Польщі. Даний пункт пропуску є сьомим автомобільним на польсько-українському кордоні. Його пропускна спроможність становить близько 3 тисяч автомобілів на добу. Він дозволить розвантажити інші пункти пропуску на польсько-українському кордоні.
Перехід має 8 смуг на в'їзд і 8 — на виїзд. За потужністю він має бути таким же, як пункт пропуску на Раві-Руській. Однак, тут пропускають автомобілі лише вагою до 3,5 т — легкові автомобілі і мікроавтобуси. Вантажним автомобілям перетинати кордон у даному пункті заборонено.

## Скандал
2018 року співробітники Служби безпеки України спільно з Львівською обласною прокуратурою викрили на систематичних хабарах трьох працівників митного посту «Грушів». Правоохоронці встановили, що ці митники налагодили механізм отримання неправомірної вигоди за нестворення штучних перешкод для підприємців під час митного оформлення товарів. Оперативники СБУ задокументували сім епізодів отримання зловмисниками хабарів на загальну суму 12800 грн. Правопорушників затримали в одному із населених пунктів Яворівщини після завершення робочої зміни.